# آماریلیس ۱۰۸۵
سیارک ۱۰۸۵ (به انگلیسی: 1085 Amaryllis، نامگذاری:1927QH) هزار و هشتاد و پنجمین سیارک کشف شده‌است که در ۳۱ اوت ۱۹۲۷ و در هایدلبرگ کشف شد.
قدر مطلق سیارک برابر ۹٫۴۰ است.